# Babeș–Bolyai Tudományegyetem, Római Katolikus Teológia Kar
A Babeș–Bolyai Tudományegyetem, Római Katolikus Teológia Kar a kolozsvári Babeș–Bolyai Tudományegyetem kara, mely az egyetem és a Gyulafehérvári Római Katolikus Érsekség közötti megállapodás alapján működik 1996 óta.

## Történelem
A kar 1996-ban alakult, az Egyetem és a Gyulafehérvári Római Katolikus Érsekség között létrejött megállapodás keretében. Erdélyben a felsőfokú katolikus teológiai képzés kezdete egybeesett az 1698-as kolozsvári egyetem alapításával. A jezsuiták által vezetett intézmény teológia kara 1786-ig állt fenn. A teológiai képzést megelőzte egy hároméves filozófiai tanulmány. Időközben a papképzés átkerült az 1753-ban Gyulafehérváron alapított Hittudományi Főiskolára.
A Babeș–Bolyai Tudományegyetem keretében működő Római Katolikus Teológiai Kar az 1786-ban megszűnt kolozsvári katolikus teológiai oktatás hagyományát szeretné továbbvinni. 1990 után, amikor a vallásoktatás beindítása az egyetem előtti oktatás része lett, az erdélyi római katolikus egyház vezetősége a társadalomban jelentkező igényekre válaszolva, újraindította a világiak egyetemi szintű teológiai képzését. Erre adott lehetőséget a Babeș-Bolyai Tudományegyetem. A kar kezdetben világiak, vallástanárok és szociális munkások képzésére irányult, illetve olyan 2008-tól a papképzés is a karon folyik, a Gyulafehérvári Intézet keretében. A Teológia Kar a Gyulafehérvári Érsekség védnöksége alatt áll.
A kolozsvári intézet célja olyan teológiailag képzett világiak felkészítése, akik hitoktatóként vagy más szakos tanárként, szociális munkásként, illetve különböző más egyházi és civil intézményekben szolgálatot teljesítő értelmiségiként választ tudnak adni a mai ember egzisztenciális kérdéseire, a keresztény értékeket képviselik a társadalomban és hozzájárulhatnak azok megvalósításához. A végzettek a helyi egyházi közösségek megújítását is munkálják.

## Képzési kínálat

### Kolozsvári intézet

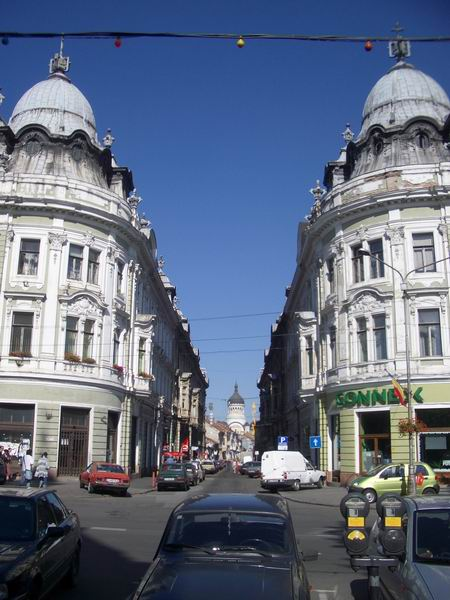
Kolozsváron az intézet a Státusházak egyikében székel

#### Alapképzés (BA)
- Didaktikai Teológia (vallástanár szak)

#### Mesterképzés (MA)
- Pasztorális tanácsadás

### Gyulafehérvári intézet

#### Alapképzés (BA)
- Pasztorális teológia (papképzés)

#### Mesterképzés (MA)
- Alkalmazott pasztorális teológia

## Vezetőség és oktatók

### Dékánok
Dr. Tankó Ferenc 1996–1997 (megbízott dékán)
Nóda Mózes 1997–1998 (megbízott dékán)
Dr. Marton József 1998–2008 (dékán)
Dr. Nóda Mózes 2008–2012 (dékán)
Dr. Marton József 2012–2016 (dékán)
Dr. Vik János 2016–2022 (dékán)
Dr. Diósi Dávid 2022 - (dékán)

### Címzetes tanárok

#### Kolozsvári Intézet
Dr. András Szabolcs adjunktus, dékánhelyettes (módszertan, dogmatika)
Dr. Holló László egyetemi tanár (erkölcsteológia, társadalometika, egyházjog, európai integráció)
Dr. Nóda Mózes egyetemi tanár, intézetigazgató (egyháztörténelem, liturgika, fundamentális teológia, keresztény szimbólumok)
Dr. Vik János docens (fundamentális teológia, spiritualitás, tanácsadás)
Dr. Zamfir Korinna egyetemi tanár (bevezetés az Ó- és Újszövetségbe, ó- és újszövetségi exegézis, ökumenizmus, pszichopatológia)

#### Gyulafehérvári Intézet
Dr. András István adjunktus (filozófia)
Dr. Diósi Dávid egyetemi tanár (liturgika, egyházzene, módszertan)
Dr. Oláh Zoltán docens (bevezetés az Ó- és Újszövetségbe, ó- és újszövetségi exegézis, héber, görög)
Dr. Bara Zoltán adjunktus (dogmatika, dogmatörténet)
Dr. Orbán Szabolcs OFM (erkölcsteológia)
Dr. Lukács Imre-Róbert adjunktus (kánonjog, retorika)
Dr. Marton József ny. egyetemi tanár (egyháztörténelem, patrológia)